# Dans (dokumentarfilm)
Dans er en dansk dokumentarfilm fra 1914.

## Handling
Denne artikel mangler et handlingsreferat. Hjælp os med at skrive det.